# トカンチノポリスEC
トカンチノポリスEC (ポルトガル語: Tocantinópolis Esporte Clube) は、ブラジル・トカンティンス州トカンチノポリスを本拠地とするサッカークラブである。

## 歴史
1989年1月1日設立。1990年と2004年にコパ・トカンチンスで優勝。1997年、カンピオナート・ブラジレイロ・セリエCに初参戦し、第2ステージで敗退。1993年と2002年にカンピオナート・トカンチネンセ（トカンティンス州選手権）優勝。2000年にはクラブ史上唯一のカンピオナート・ブラジレイロ・セリエA参戦を果たす。なおこの年はコパ・ジョアン・アヴェランジェが代替開催され、第2ステージまで進んだ。2002年と2005年にはセリエCに参戦している。

## タイトル
- カンピオナート・トカンチネンセ : 3回
  - 1993, 2002, 2015
- コパ・トカンチンス : 2回
  - 1990, 2004

## 歴代所属選手
- サンドロ・ヒロシ 1998
- トジン 2004